# San Lorenzo Ruiz
San Lorenzo Ruiz (Bayan ng San Lorenzo Ruiz) är en kommun i Filippinerna. Kommunen ligger på ön Luzon, och tillhör provinsen Camarines Norte. Folkmängden uppgår till 14 063 invånare (2015).
San Lorenzo Ruiz är indelat i 12 barangayer.